# Slag van Beerst-Blote
Tijdens de Slag van Beerst-Blote in de Eerste Wereldoorlog werd de West-Vlaamse gemeente Beerst zo goed als volledig verwoest. De bedoeling van de Duitsers was hierbij een bruggenhoofd over de IJzer te veroveren. De veldslag speelde zich af van 15 oktober 1914 tot 10 november 1914.
Beerst-Blote staat voor de open vlakte tussen Diksmuide en Beerst, ten westen begrensd door de IJzer, ten zuiden door de Handzamevaart, ten oosten door de Oostendestraat en ten noorden door de Zijdelingvaart. Het landschap wordt Blote genoemd doordat er amper hoge begroeiing voorkomt.

## Wat voorafging
Het Duitse leger viel op 12 oktober 1914 de stad Gent binnen en bezette haar. Twee dagen later werd Ieper door de Britten ingenomen om weerstand te bieden tegen de invallers. Achter de IJzer en de Ieperlee hielden de Franse, de Britse en de Belgische soldaten zich op en namen dekking in spoedloopgraven. Niet veel later, op 16 oktober 1914, komen er verkenningstroepen van Duitse bodem in Diksmuide aan. Op 17 oktober 1914 proberen de Duitsers de gebieden rond de IJzer te veroveren ( Slag om de IJzer). Dankzij de Britten wordt de Duitse aanval succesvol afgeslagen.

## De slag
Op 15 oktober 1914 lag het gedunde Belgische leger, versterkt met de 6000 marine-fusiliers van admiraal Ronarch langs de IJzer tot Knokkebrug en vandaar tot Boezinge. De lengte van dit front was meer dan 36 km lang.
Diksmuide lag op een vooruitspringende hoek. Te Nieuwpoort diende men meester te blijven van de sluizen. Indien het Duitse leger in het begin van de slag zich had meester kunnen maken van deze twee steden, zou het de Belgische soldaten in de rug kunnen vatten.
De 4° divisie onder generaal Michel bezette het front vanaf Tervaete, langs de IJzer met vooruitgeschoven posten te Keiem en te Beerst.
Op 16 oktober donderde voor het eerst het kanon op de IJzerboorden.
Op 18 oktober waren er verwoede gevechten tegen Beerst en Keiem. Keiem viel, maar het werd spoedig teruggewonnen.
19 oktober: Het Belgische leger ontruimt Keiem en gedeeltelijk Beerst. De marine-fusiliers vielen Beerst aan en geraakten niet verder dan de Kasteelhoek. ’s Nachts trokken de Belgische jagers en de Franse mariniers de brug van Diksmuide weer over naar Kaaskerke.
20 oktober: De zware Duitse artillerie, opgesteld bij het Praatbos, begon rond half zeven in de ochtend de beschieting van Diksmuide. Vanuit Beerst-Vladslo-Esen vielen de Duitsers het stadje aan, doch werden teruggedreven.
21 oktober: In de nacht van 21 op 22 oktober was het Duitse leger erin geslaagd de IJzer over te steken ten noorden van Tervaete. De Belgen wierpen de Duitsers terug. Een van de Belgische aanvoerders, majoor graaf Henri d’Oultremont, sneuvelde. Een eenvoudig gedenkteken langs de IJzer blijft herinneren aan dit bloedig treffen.
25 oktober: De sluizen van Nieuwpoort worden geopend om alzo de landstrook tussen IJzer en spoorlijn Diksmuide-Nieuwpoort blank te zetten. Vermits een groot gedeelte van Beerst lager ligt dan 3 meter zou dit onder water komen.
28 oktober: het water rijst in de ontelbare vaarten en vlieten van de streek.
In de nacht van 29 op 30 oktober zette het Belgisch leger de streek tussen de IJzer en de spoorwegdijk onder water door te Nieuwpoort (met medewerking van sluiswachter Karel Cogge) de afsluiting van de Noordvaart te openen. Wegens de inundatie besloten de Duitsers tot de terugtocht. Wel veroverden ze het volledig in puin geschoten Diksmuide, maar ze konden de IJzer niet oversteken.
31 oktober: de Duitsers hebben zich overal moeten terugtrekken langs de oostkant van de IJzer. 
Daar het gebied rond de IJzer onder water stond, zat het front aan de IJzer van Diksmuide tot Nieuwpoort muurvast. Rond Ieper werd gestreden voor een paar meter grond (Eerste Slag om Ieper).
Deze situatie bleef duren tot 10 november 1914. Pas dan lukt het de Duitsers om Diksmuide in te lijven. Twee dagen later begint het echter heel hard te sneeuwen en graven beide partijen zich in, waardoor men opnieuw vastraakt. De onderwaterzetting maakte het de Duitsers moeilijk het gebied te veroveren, maar de Belgen konden de Duitsers daardoor ook niet terugdringen, waardoor de toestand langs de IJzer lange tijd stabiel bleef.